# Велоньи
Велоньи́ (фр. Velogny) — коммуна во Франции, находится в регионе Бургундия. Департамент коммуны — Кот-д’Ор. Входит в состав кантона Витто. Округ коммуны — Монбар.
Код INSEE коммуны — 21662.

## Население
Население коммуны на 2010 год составляло 39 человек.
| 1962 | 1968 | 1975 | 1982 | 1990 | 1999 | 2010 |
| ---- | ---- | ---- | ---- | ---- | ---- | ---- |
| 30   | 26   | 26   | 25   | 43   | 32   | 39   |

## Экономика
В 2010 году среди 22 человек трудоспособного возраста (15—64 лет) 16 были экономически активными, 6 — неактивными (показатель активности — 72,7 %, в 1999 году было 63,0 %). Из 16 активных жителей работали 15 человек (10 мужчин и 5 женщин), безработным был 1 мужчина. Среди 6 неактивных 0 человек были учениками или студентами, 5 — пенсионерами, 1 был неактивным по другим причинам.